# Kyanomanganatany
Kyanomanganatany jsou komplexní sloučeniny manganu v oxidačním stavu Mn2+, které tvoří anion hexakyanomanganatanový [Mn(CN)6]4−.

## Fyzikálně-chemické vlastnosti

Oktaedr

Kyanomanganatany patří k méně stabilním komplexům manganu. Pevné soli se nadají dlouho uchovávat na vzduchu, protože se oxidují, a v roztoku také ne, protože se poměrně rychle rozpadají. Tyto komplexy mají fialovou až tmavě modrou barvu. Základem těchto komplexů je kyanid manganatý Mn(CN)2.
Komplexy s anionem [Mn(CN)6]4− krystalují v oktaedrické soustavě a uspořádání elektronů centrálního atomu - manganu - je díky kyanidový anionům nízkospinové.

## Příprava
Kyanid manganatý, od nějž jsou tyto komplexy odvozeny, se připravuje srážením roztoků manganatých solí kyanidovými aniony, jako nestabilní sraženina.
Mn2+ + 2 CN− → Mn(CN)2↓
Kyanomanganatanové komplexy se připraví reakcí tohoto kyanidu manganatého s alkalickými kyanidy - pokud možno co nejrychleji, než se kyanid manganatý rozloží.
Mn(CN)2 + 4 MICN → M4I[Mn(CN)6]

## Sloučeniny

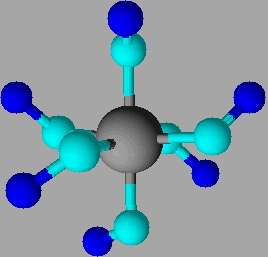
Hexakyanomanganatanový komplex

Hexakyanomanganatanové komplexy sice nejsou příliš stabilní (jen pár minut), ale lze s nimi provádět určité reakce. Všechny hexakyanomanganatany tvoří téměř bezbarvé roztoky. Při reakci s těžkými kovy vznikají sraženiny.
- Hexakyanomanganatan draselný K4[Mn(CN)6] krystaluje v tmavě fialových až ocelově modrých destičkách jako trihydrát.
- Hexakyanomanganatan sodný Na4[Mn(CN)6] krystaluje v ametystově modrých osmistěnných krystalech jako oktahydrát.
- Hexakyanomanganatan vápenatý Ca2[Mn(CN)6] krystaluje v temně modrých krystalech jako bezvodý komplex.
- Kyselina hexakyanomanganatá H4[Mn(CN)6] krystaluje v bezbarvých šupinkách, je ve vodě dobře rozpustná a působením vody se rychle rozkládá.

## Reakce
- Asi nejdůležitější je reakce hexakyanomanganatanu za nepřístupu vzduchu s hliníkovou krupicí, kdy lze získat žluté kyanomangannany M5I[Mn(CN)6], kde má mangan oxidační číslo Mn1+.

- Při reakce hexakyanomanganatanu olovnatého Pb2[Mn(CN)6] se sulfanem, lze z roztoku izolovat volnou kyselinu hexakyanomanganatou.